# Lepidonotus suluensis
Lepidonotus suluensis är en ringmaskart som beskrevs av Horst 1917. Lepidonotus suluensis ingår i släktet Lepidonotus och familjen Polynoidae. Inga underarter finns listade i Catalogue of Life.